# Пальмас-дель-Сокорро
Пальмас-дель-Сокорро (исп. Palmas del Socorro) — город и муниципалитет в северо-восточной части Колумбии, на территории департамента Сантандер. Входит в состав провинции Комунера.

## История
Поселение, из которого позднее вырос город, было основано 20 октября 1809 года.

## Географическое положение

Муниципалитет Пальмас-дель-Сокорро

Город расположен в центральной части департамента, в горной местности Восточной Кордильеры, к востоку от реки Суарес, на расстоянии приблизительно 76 километров к юго-юго-западу (SSW) от города Букараманги, административного центра департамента. Абсолютная высота — 1187 метров над уровнем моря.
Муниципалитет Пальмас-дель-Сокорро граничит на севере с территорией муниципалитета Сокорро, на востоке и юго-востоке — с муниципалитетом Конфинес, на юге — с муниципалитетом Гуапота, на западе — с муниципалитетами Чима и Симакота. Площадь муниципалитета составляет 57,02 км².

## Население
По данным Национального административного департамента статистики Колумбии, совокупная численность населения города и муниципалитета в 2015 году составляла 2241 человек.
Динамика численности населения муниципалитета по годам:
| 2005 | 2006 | 2007 | 2008 | 2009 | 2010 | 2011 | 2012 | 2013 | 2014 | 2015 |
| ---- | ---- | ---- | ---- | ---- | ---- | ---- | ---- | ---- | ---- | ---- |
| 2443 | 2423 | 2403 | 2381 | 2363 | 2340 | 2319 | 2295 | 2285 | 2264 | 2241 |

Согласно данным переписи 2005 года мужчины составляли 54 % от населения Пальмас-дель-Сокорро, женщины — соответственно 46 %. В расовом отношении негры, мулаты и райсальцы составляли 61 % от населения города; белые и метисы — 38,9 %; индейцы — 0,1 %.
Уровень грамотности среди всего населения составлял 85,5 %.

## Экономика
Основу экономики Пальмас-дель-Сокорро составляет сельское хозяйство.
54,2 % от общего числа городских и муниципальных предприятий составляют предприятия торговой сферы, 29,2 % — предприятия сферы обслуживания, 16,7 % — промышленные предприятия.

## Транспорт
К востоку от города проходит национальное шоссе № 45А (исп. Ruta Nacional 45А).